# Chlorus borellii
Chlorus borellii är en insektsart som först beskrevs av Giglio-tos 1894.  Chlorus borellii ingår i släktet Chlorus och familjen gräshoppor. Inga underarter finns listade i Catalogue of Life.